# Šafařík (cràter)

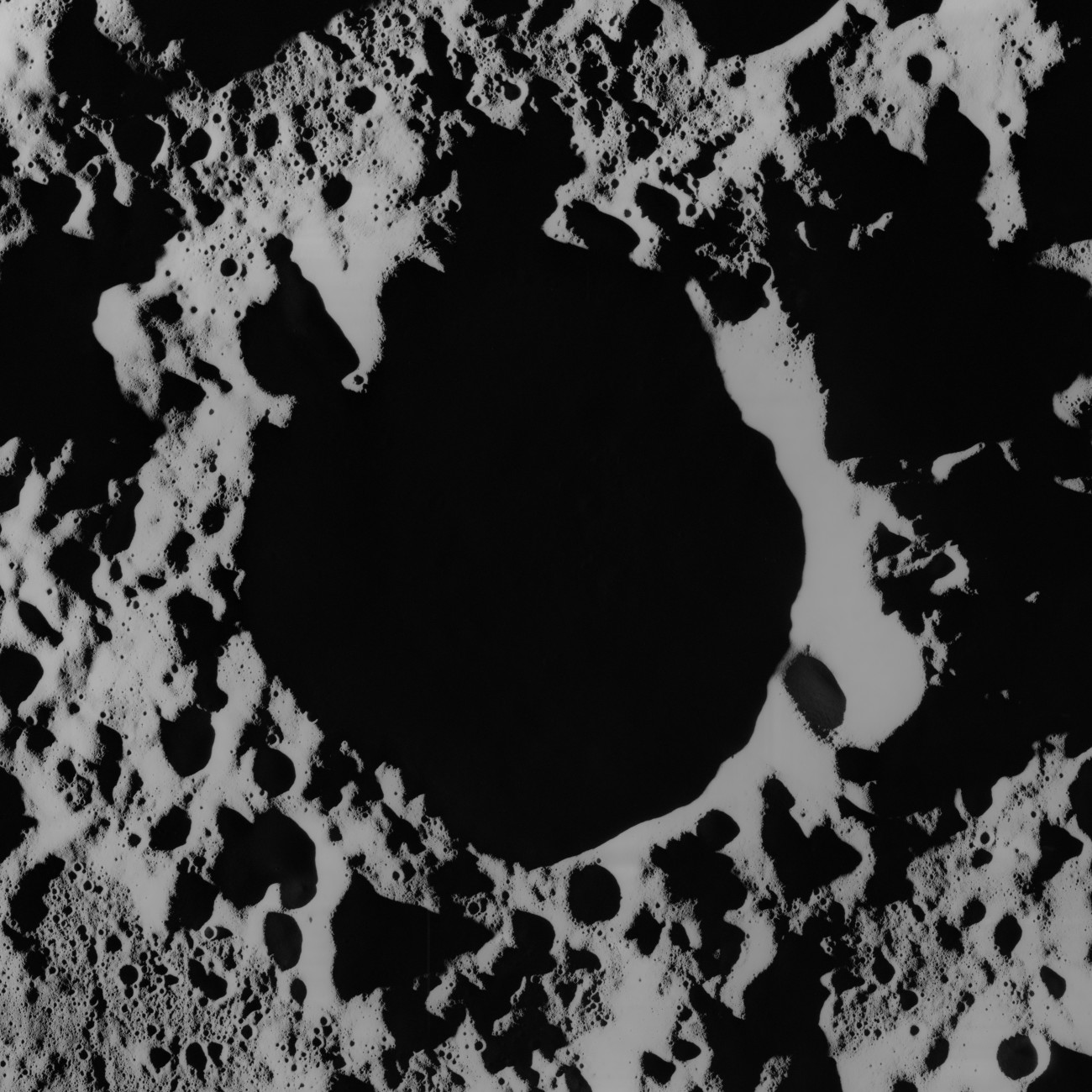
Imatge des de l'Apol·lo 16, amb el cràter proper al terminador durant la posta de sol.

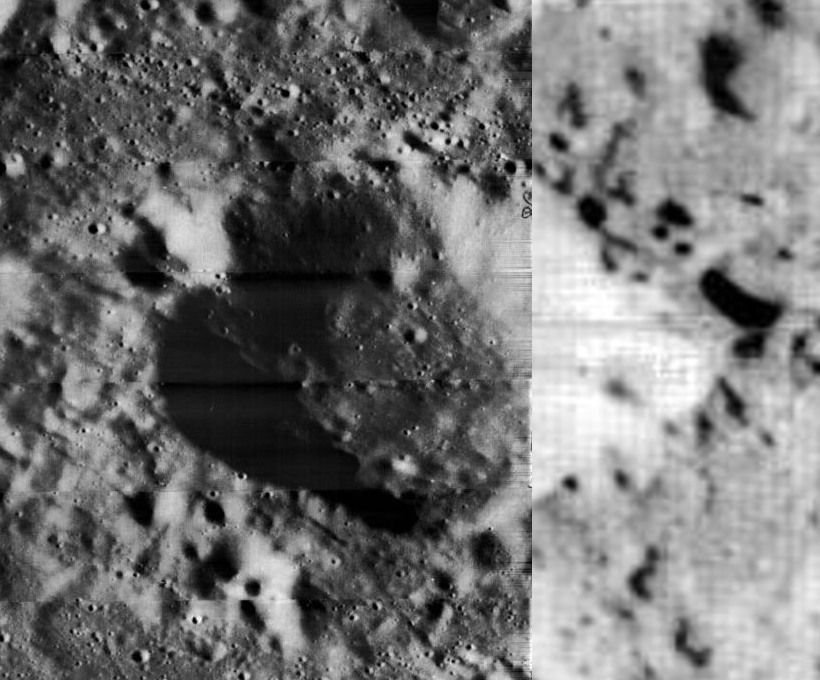
Imatge obliqua de la missió Lunar Orbiter 2 (mosaic de imagenes d'alta i baixa resolució)

Šafařík (també escrit com Safavrik) és un petit cràter d'impacte pertanyent a la cara oculta de la Lluna. Es troba al nord del cràter Tiselius i cap a l'est-sud-est de Sharonov. Es localitza a l'interior de la Conca Freundlich-Sharonov.

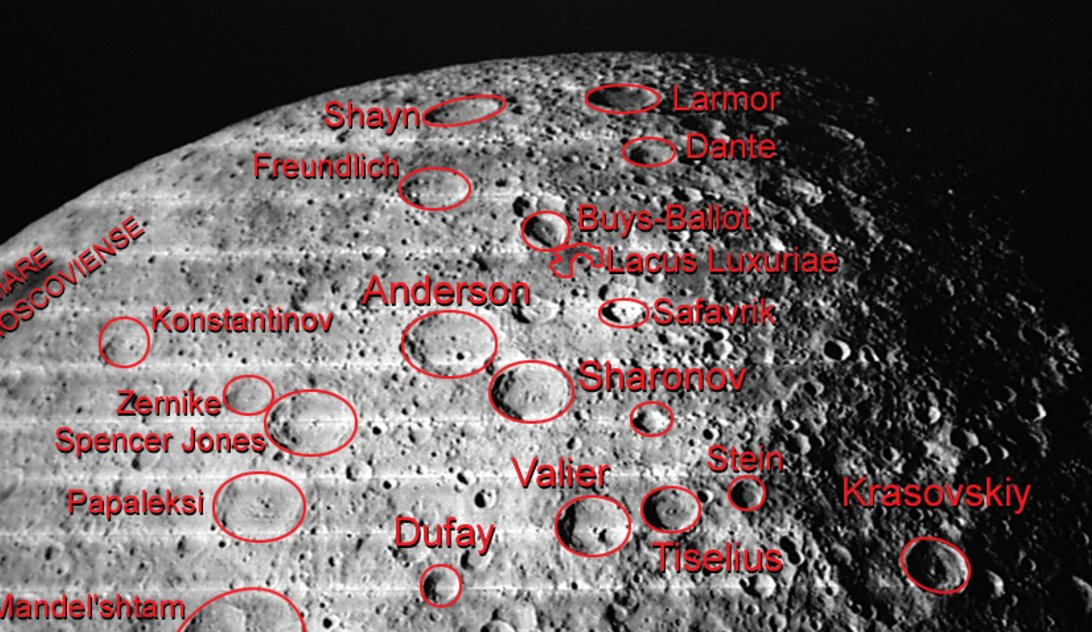
Localització de Šafařík, prop del centre de la imatge (Digital Lunar Orbiter Photographic Atles of the Moon). Aquesta imatge conté un error, i el cràter marcat com Safavrik és en realitat Virtanen. Šafařík és el cercle sense nom situat per sota del rètol de Sharonov.

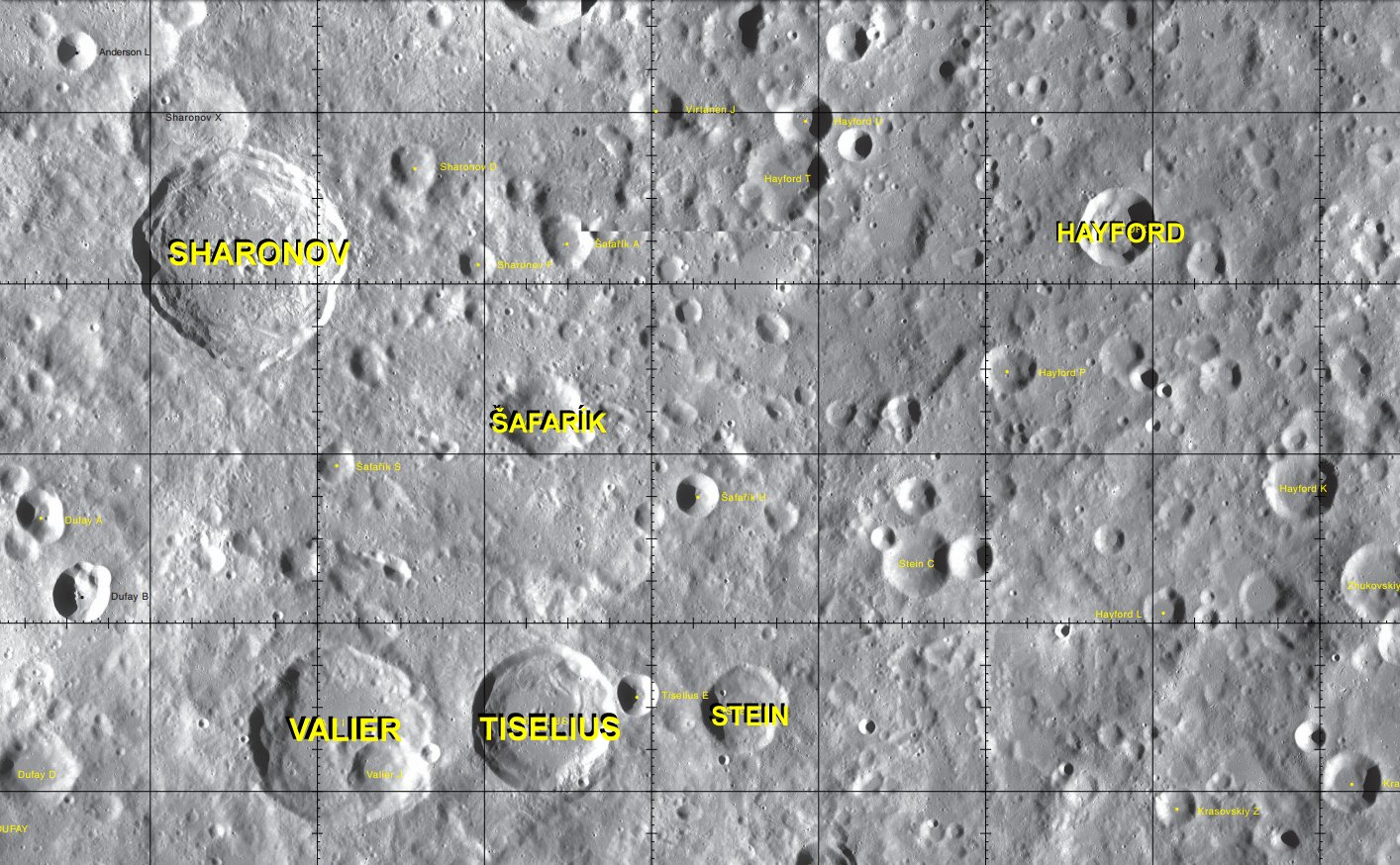
Entorn de Šafařík (situat a l'esquerra del centre de la imatge). Fotografia de la missió Lunar Reconnaissance Orbiter

És una formació desgastada i erosionada, amb impactes menors en la vora cap a l'oest, a l'est i al nord. La resta del desgastat brocal i de l'interior manquen relativament de trets distintius.
El cràter va ser nomenat per la UAI en 1970.

## Cràters satèl·lit
Per convenció aquests elements s'identifiquen en els mapes lunars col·locant la lletra en el costat del punt central del cràter més proper a Šafařík.
|         | \| Šafařík \| Coordenades \| Diàmetre \| \| ------- \| -------------------------------------- \| -------- \| \| A \| 12° 36′ N, 177° 12′ E / 12.6°N,177.2°E \| 19 km \| \| H \| 9° 42′ N, 179° 18′ E / 9.7°N,179.3°E \| 16 km \| \| S \| 10° 00′ N, 174° 24′ E / 10.0°N,174.4°E \| 14 km \| |          |
| Šafařík | Coordenades | Diàmetre |
| A       | 12° 36′ N, 177° 12′ E / 12.6°N,177.2°E | 19 km    |
| H       | 9° 42′ N, 179° 18′ E / 9.7°N,179.3°E | 16 km    |
| S       | 10° 00′ N, 174° 24′ E / 10.0°N,174.4°E | 14 km    |